# Kurt Hensel
Kurt Hensel   (Königsberg, 29 de desembre de 1861 - Marburg, 1 de juny de 1941) va ser un matemàtic alemany, conegut per haver descrit per primera vegada els nombres p-àdics.

## Vida i Obra
Hensel va néixer en una família jueva convertida, força benestant, emparentada amb Mendelssohn i en la qual hi havia hagut grans artistes, músics i científics. A l'edat de nou anys la família es va traslladar a Berlín; fins aleshores Hensel havia estat educat a casa pels seus pares. A Berlín, va assistir al institut Friedrich-Wilhelm on va tenir de professor al matemàtic Karl-Heinrich Schellbach, qui li va transmetre la passió per les matemàtiques. El seu germà va ser el filòsof Paul Hensel de la universitat d'Erlangen.
Hensel va fer estudis universitaris a Berlín i a Bonn. El 1884 va obtenir el doctorat a Berlín, dirigit per Kronecker, i el 1886 va obtenir l'habilitació docent en aquesta universitat de la qual va ser professor adjunt els anys següents. El 1901 va ser nomenat professor titular de la universitat de Marburg en la qual va romandre fins a la seva jubilació el 1930. Després de la seva jubilació i malgrat la persecució nazi dels jueus, va continuar vivint a Marburg on va morir el 1941 en plena Guerra Mundial. La seva dona, Gertrude Hahn, també va sobreviure a les persecucions nazis. Malgrat això, els seus obituaris, escrits pels seus deixebles, Helmut Hasse i Oskar Perron, no es van publicar a les revistes científiques fins molts anys després d'acabada la guerra: el 1950 i el 1949, respectivament.
Des de 1895 fins a 1931, Hensel va editar i anotar les obres completes del seu mestre, Kronecker. Sembla que tan els seus manuscrits com els de Kronecker van desaparèixer en l'explosió el 1945 de la mina de Volpriehausen a on havien estat traslladats, amb molts altres llibres i arxius universitaris, per preservar-los dels bombardeigs de la guerra.
Hensel va investigar en els camps de la teoria de nombres i de la teoria de funcions, tema sobre el que va escriure juntament amb Georg Landsberg un tractat estàndard: Theorie der algebraischen Funktionen einer Variabeln (Leipzig, 1902). Però des de finals del segle xix va dirigir la seva atenció al camp que sempre quedarà lligat al seu nom: els nombres p-àdics. A partir d'ells, el seu deixeble, Helmut Hasse, va enunciar el Principi Local-Global amb el que va resoldre parcialment l'onzè problema de Hilbert convertint aquests nombres en una eina essencial de la teoria de nombres.
Hensel va ser editor del Journal de Crelle des del 1903 fins al 1933, quan ho va haver de deixar per les lleis antisemites del règim nazi.